# Nuciférine
La nuciférine est un alcaloïde présent dans les plantes Nymphaea caerulea et Nelumbo nucifera,.
Les recherches psychopharmacologiques préliminaires menées en 1978 n'ont pas permis de déterminer de manière concluante la classification du composé en relation avec l'activité des récepteurs de la dopamine. D'une part, certaines études ont observé des comportements typiquement associés à la stimulation des récepteurs de la dopamine, tels que la stéréotypie, l'augmentation de l'activité motrice spontanée, l'inhibition de la réponse d'évitement conditionné et l'augmentation de la sensibilité à la douleur, entraînant une réduction de l'analgésie morphinique. D'autre part, ces mêmes études ont aussi révélé des comportements généralement associés au blocage des récepteurs de la dopamine, comme une diminution de l'activité motrice spontanée, des frissons, de la catalepsie et des états de conscience proches de la transe.

## Pharmacologie
Il a été rapporté que la nuciférine présente divers effets anti-inflammatoires, probablement dus à l'activation du récepteur activé par les proliférateurs de peroxysomes delta (PPAR delta).
Selon une étude plus récente de 2016, la nuciférine agit comme un antagoniste des récepteurs 5-HT2A, 5-HT2C et 5-HT2B, un agoniste inverse du récepteur 5-HT7, un agoniste partiel des récepteurs D2, D5 et 5-HT6 et un agoniste des récepteurs 5-HT1A et D4. De plus, il inhibe le transporteur de la dopamine (DAT).
Dans les modèles de rongeurs étudiés pour évaluer les effets des médicaments antipsychotiques, la nuciférine a montré diverses actions, telles que le blocage des réponses de contraction de la tête, les effets de stimulation discriminants d'un agoniste 5-HT2A, l'amélioration de l'activité locomotrice induite par l'amphétamine, l'inhibition de l'activité locomotrice provoquée par la phencyclidine (PCP) et la restauration de la perturbation induite par la PCP de l'inhibition pré-impulsionnelle, sans provoquer de catalepsie.
La nuciférine peut également potentialiser l'analgésie de la morphine. La dose létale médiane chez la souris est de 289 mg/kg. Sa structure est apparentée à l'apomorphine et à d'autres dérivés de l'aporphine,.